# Carasco
Carasco (ligurisch Karàscu, Kaàscu oder Carasco) ist eine italienische Gemeinde in der Metropolitanstadt Genua mit 3736 Einwohnern (Stand 31. Dezember 2023).

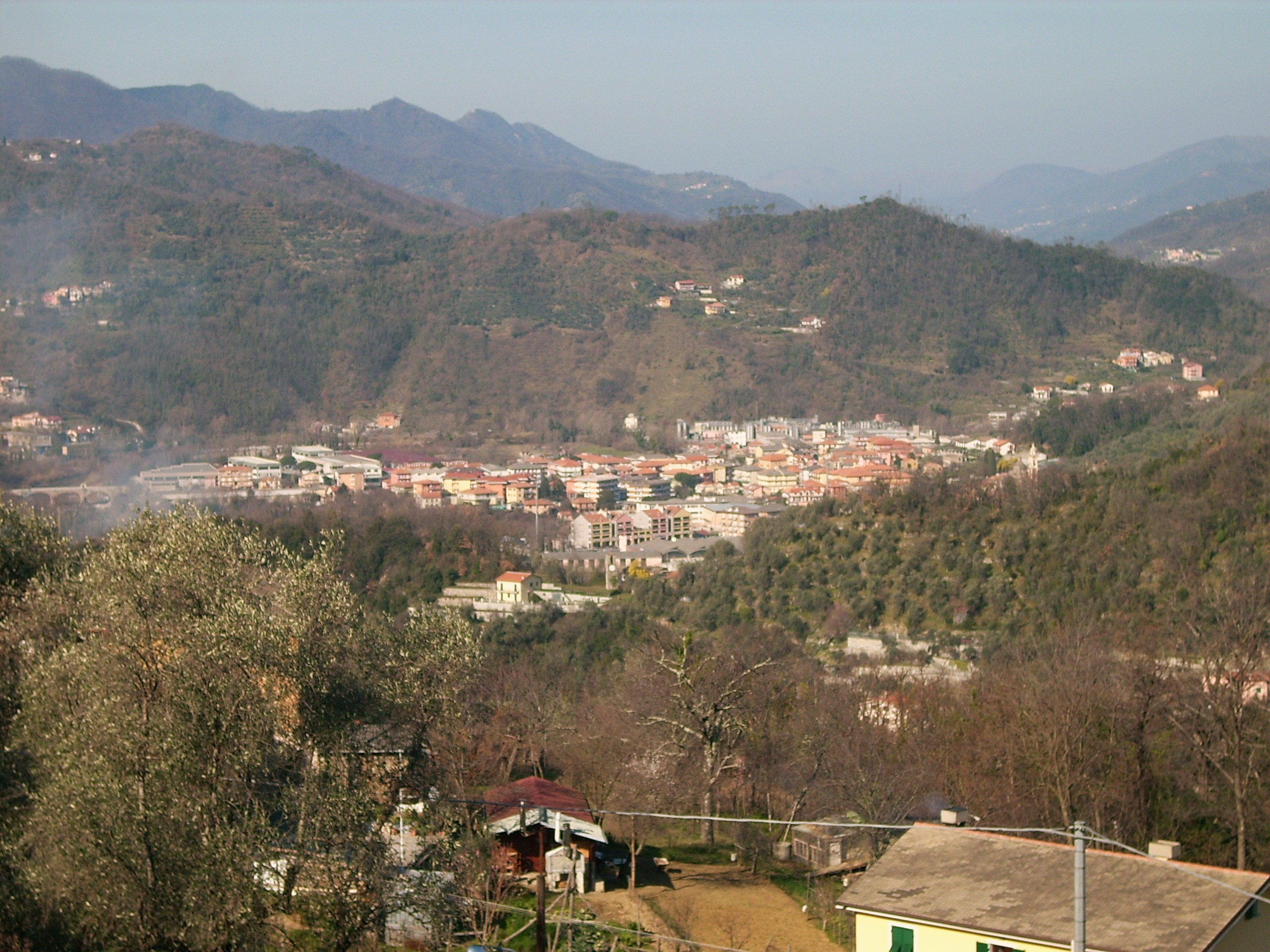

## Geographie
Die Lage der Gemeinde wird konventionell mit dem unteren Abschnitt des Tales Fontanabuona angegeben. Das Territorium von Carasco umfasst jedoch hauptsächlich den Talübergang des Valle Sturla und Val Graveglia. Zusammen mit 16 weiteren Kommunen bildet Carasco die Comunità Montana Fontanabuona.
Carasco wird von den drei Wasserläufen Lavagna, Sturla und Graveglia durchflossen, von denen die ersten beiden im Verlauf den Fluss Entella bilden, der zwischen den Küstenstädten Lavagna und Chiavari in das Ligurische Meer mündet.
Das Toponym der Gemeinde geht auf die Wörter car (deutsch: Kopf, Chef, Haupt-) und asco (deutsch: Wasserlauf) zurück und bezeichnet die geographische Lage der ersten Siedlung, aus der Carasco entstehen sollte.